# Bruce Edward Behymer
Bruce Edward Behymer (...) è un astronomo statunitense.
Ha ottenuto il baccellierato al Caltech nel 1983.
Il Minor Planet Center gli accredita la scoperta dell'asteroide 5942 Denzilrobert effettuata il 10 gennaio 1983 in collaborazione con Mark Scott Marley.